# Nuets kraft
 For alternative betydninger, se Kraft (flertydig).
Nuets kraft er en selvhjælpsbog af den tysk-canadiske forfatter og åndelige lærer Eckhart Tolle. Bogen er en vejledning i dagliglivet, som understreger vigtigheden af at være til stede i det nuværende øjeblik, i nuet, og frigøre sig fra tanker om fortid og fremtid.
Bogen blev i sin tid anbefalet af Oprah Winfrey og er oversat til 33 sprog. I 2009 havde bogen anslået solgt tre millioner eksemplarer i Nordamerika, og i 2018 80.000 eksemplarer i Danmark.

## Emne
Alt, hvad du nogensinde skal klare og håndtere i det virkelige liv – i modsætning til sindets fantaserede projektioner – er dette øjeblik. Spørg dig selv, hvilket „problem“ du har lige nu, ikke næste år, i morgen eller om fem minutter. Hvad er der galt med dette øjeblik? Du kan altid klare Nuet, men du kan aldrig klare fremtiden – og det behøver du heller ikke. Svaret, styrken, den rette handling eller ressource er der, når du har brug for den, ikke før og ikke senere.
I bogen trækker forfatteren på forskellige slags åndelig visdom eller spiritualitet, og en kritiker har beskrevet bogen som "buddhisme blandet med mysticisme og med referencer til Jesus, en slags New Age-udgave af Zen". Med udgangspunkt i denne spirituelle arv beskriver bogen et livssyn baseret på det at leve i det nuværende øjeblik, og et helt centralt budskab er, at menneskers følelsesmæssige problemer oftest stammer fra deres identifikation med sindet. Forfatteren råder læseren til at være opmærksom på sin situation "i dette øjeblik", fremfor at fortabe sig i bekymring og frygt over for fortiden eller fremtiden.
Bogen postulerer, at det eneste der findes er dette øjeblik, og at dette øjeblik også er det eneste der betyder noget, idet såvel en persons fortid som fremtid er produkter af personens sind og tanker. Når mennesker hævder, at de har styr på deres liv, er det ofte en smertefuld illusion. Bogen indeholder øvelser til afspænding og meditation, så læseren bedre kan være til stede i nuet, øvelser som bl.a. går ud på at sætte farten ned og undgå at have gang i for mange ting ad gangen, bruge tid i naturen og give slip på bekymringer om fremtiden. Nogle af de emner, der behandles i Nuets kraft, såsom det menneskelige ego og dets dårlige indflydelse på velbefindendet, er mere udførligt omtalt i forfatterens senere bøger, især En ny jord: nuets muligheder og livets mening (2005).

## Opbygning og indhold
Efter en indledning er bogen inddelt i disse kapitler, hvoraf kapitel 1-6 bl.a. indeholder praktiske øvelser
1. Du er ikke sindet
2. Bevidsthed: Vejen ud af smerte
3. At gå dybt ind i Nuet
4. Sindets strategier til at undgå Nuet
5. Tilstanden af nærvær
6. Den indre krop
7. Indgange til det Umanifesterede
8. Oplyste parforhold
9. Hinsides lykke og ulykke er der fred
10. Betydningen af overgivelse
Tolle indleder bogen med beretninger om sine egne oplevelser med angst og selvmordstanker. Som 29-årig vågnede han en morgen og var rædselsslagen. I en åbenbaring hørte han ordene "lad være at gøre modstand mod noget" som om de kom fra hans bryst. Så forsvandt frygten, og han følte det som om han blev suget ind i en tomhed.
I kapitel 1 gør Tolle op med den udbredte tendens til at identificere sig med sit sind og sine tanker, idet begge dele fjerner en persons opmærksomhed fra det nuværende øjeblik, for i stedet at fokusere på fortiden eller fremtiden. Han går også i rette med Descartes' "...berømte påstand: "Jeg tænker, altså er jeg til." Men [Descartes] gav faktisk udtryk for den mest fundamentale fejl nemlig at sætte lighedstegn mellem tankerne og Væren, mellem tankerne og din identitet".
I kapitel 2 introduceres begrebet "smerte-kroppen", en samlet betegnelse for alle de negative følelser og den lidelse, som en person har opsamlet gennem livet og bærer på. Tolle beskriver begrebet således: "Smerte-kroppen består af indespærret livsenergi, der har spaltet sig fra dit totale energifelt og midlertidigt er blevet til en selvstændig enhed gennem den unaturlige proces, hvor du identificerer dig med sindet." Og videre hedder det: "Smerte kan kun få næring fra smerte. Smerte kan ikke få næring fra glæde. Den finder den temmelig ufordøjelig." Hos en person kan smerte-kroppen manifestere sig som en plageånd, der vedvarende angriber og straffer personen og dræner vedkommende for livsenergi, og årsag til elendighed og ulykke. Tolles ide med bogen er nu, at man kan frigøre sig fra denne smerte-krop ved meditation og observation af sin krop og sine omgivelser i det nuværende øjeblik. Herved lukker man også ned for strømmen af unødvendige tanker om hændelser i fortid og fremtid, og ens bevidsthed kommer til at befinde sig i det nuværende øjeblik, og ikke enten i fortiden eller fremtiden.
I kapitel 3 gør Tolle op med tidsbegrebet, som han anser for at være en illusion skabt af det menneskelige sind: "At identificere sig med sindet er at være fanget i tid, dvs. den tvangsprægede tilskyndelse til at leve næsten udelukkende gennem erindringer og forventninger." Tolle skelner mellem "urets tid", som er forbundet med de praktiske sider af en persons dagligdag, og "psykologisk tid", hvor man mentalt beskæftiger sig med ting i fortiden eller fremtiden. Medvirkende til at hæmme den personlige frigørelse er, at i "...den normale sinds-identificerede eller uoplyste bevidsthedstilstand er den kraft og det uendelige kreative potentiale, der ligger skjult i Nuet, komplet tilsløret af psykologisk tid". "Tid er overhovedet ikke værdifuld, for den er en illusion. Det, du oplever som værdifuldt, er ikke tid, men det ene punkt, der er uden for tid, nemlig Nuet. Det er virkelig værdifuldt. Jo mere du fokuserer på tid - fortid og fremtid - jo mere går du glip af Nuet, som er det mest værdifulde, der findes [...] det eneste [...] der findes. Det evige Nu er det rum, hele dit liv udfolder sig i, den eneste faktor, der er konstant. Livet er nu. Der har aldrig været et tidspunkt, hvor dit liv ikke var nu, og det vil der heller aldrig komme."

## Kritik
Bogen udkom første gang i 1997 hos Namaste Publishing i Vancouver, Tolles hjemby. I 1999 blev den genudgivet af New World Library, og denne udgave lå i flere år på New York Times' bestsellerliste. Bogen er oversat til 33 sprog, heriblandt arabisk.
In 2000 anbefalede Oprah Winfrey bogen i sit O magazine og sagde, at også skuespilleren Meg Ryan anbefalede den. Den kirkelige forfatter Andrew Ryder skrev om bogen, at "Tolle løfter den traditionelle kristne lære videre ved at vise, hvordan vores besættelse af fortid og fremtid forhindrer os i at give dette øjeblik vores opmærksomhed". William Bloom, som er tilknyttet den holistiske, britiske mind-body-spirit bevægelse, skrev, at "Tolles tilgang er meget kropsbevidst. Han har gjort det nemt tilgængeligt for folk". I dating-miljøet er bogen beskrevet som en anderledes selvhjælpsbog om åndelighed, meditation og selvrealisering, fordi den er nem at bruge.
Der har også været negativ kritik, fx i Telegraph Herald, som mente at bogen ikke er særlig velskrevet, men dog indeholder gode anvisninger. TIME skrev, at bogen er "fuld af åndeligt sludder" og "ubrugelig for den der søger praktisk vejledning". The Independent mente ikke, bogen bød på særlig meget nyt, og beskrev den som "en slags new age bearbejdning af zen-buddhisme". Bloggen LA not so Confidential var også kritisk og havde svært ved at se, hvordan bogen kan gøre nytte i en travl hverdag.

## Kuriosa
Da Paris Hilton i juni 2007 sad fængslet i Californien, havde hun et eksemplar af Nuets kraft med sig. Både sangerinden Annie Lennox og komikeren Tony Hawks har valgt Nuets kraft som deres favoritbog. Da sangeren Katy Perry i 2013 skrev sangen "This Moment" fra albummet Prism, var det efter at have hørt Nuets kraft som lydbog.